# Falling Away
Falling Away è il secondo album dei Crossfade pubblicato il 29 agosto 2006. Secondo Mitch James, bassista della band, l'album ha venduto poco più di 200 000 copie. Dall'album sono stati estratti tre singoli: Invincible, Drown You Out e Already Gone.

## Tracce
1. Washing the World Away – 3:53
2. Already Gone – 3:28
3. Someday – 3:55
4. Invincible – 4:13
5. Falling Away – 4:04
6. Everything's Wrong – 3:29
7. Why – 3:43
8. Breathing Slowly – 3:15
9. Anchor – 3:59
10. Drown You Out – 3:10
11. Never Coming Home – 2:34

Tracce bonus
1. Breathing Slowly (acoustic) – 3:46 (Best Buy bonus track)
2. Invincible (acoustic) – 4:08 (Wal-Mart bonus track)